# Choix de Plantes, dont la Plupart sont Cultivees dans le Jardin de Cels
Choix de Plantes, dont la Plupart sont Cultivees dans le Jardin de Cels (abreviado Choix Pl.) es un libro con ilustraciones y descripciones botánicas que fue escrito por el botánico, pteridólogo, y micólogo francés Étienne Pierre Ventenat. Fue publicado en París en 10 partes en los años 1803-1808.